# B.S.O. (programa de televisió)
B.S.O. és un programa de televisió espanyol que s'emet en #0 de Movistar+. Va ser estrenat el 2 de juny de 2021 i està presentat per Emilio Aragón. Està produït per Caribe Estudio i Movistar+.

## Història
El 2 d'abril de 2021, Movistar+, va anunciar el retorn a la televisió d'Emilio Aragón juntament amb l'anunci de B.S.O., un nou format d'entrevista al costat de música directe recorrent les bandes sonores dels convidats. El 25 de maig de 2021, es va confirmar la data de l'estrena del programa per al 2 de juny de 2021, en el canal #0 de Movistar+.

## Format
B.S.O. és un programa d'entreteniment que combina entrevistes, música en directe, humor i cinema. Un programa que serà únic i diferent en cadascun dels seus lliuraments. Cada programa representarà l'univers de l'homenatjat, amb una escenografia concorde a la seva personalitat, coreografies dirigides per Iker Carrera (Fama a bailar), actuacions musicals en directe, una banda, músics instrumentistes, muntatges audiovisuals, emoció, nostàlgia i la col·laboració d'artistes com Bely Basarte, Miss Caffeina, Natalia Lacunza, Kiko Veneno, Andrés Suárez, Silvia Pérez Cruz, Mikel Erentxun, La Bien Querida, María José Llergo, Carlos Núñez o Bebe, entre d'altres, artistes de tots els àmbits, generacions i estils.
Cada lliurament acabarà amb una actuació molt especial, la de Bebo San Juan, alter ego d'Emilio Aragó, interpretant i regalant un tema al seu convidat perquè sigui part de la seva futura banda sonora.

## Temporades
| Temporada | Temporada | Episodis | Episodis | Dates d’estrena | Dates d’estrena |
| --------- | --------- | -------- | -------- | --------------- | --------------- |
|           | 1         | 8        | 4        | 2               | 2               |
| 4         | 1         | 8        | 15       | 15              |                 |

### Primera temporada de B.S.O. (2021)
| Núm. | Títol              | Direcció      | Guió                                            | Data d'emissió original |
| --- | ------------------ | ------------- | ----------------------------------------------- | ----------------------- |
| 1 | «Los Javis»        | Emilio Aragón | Mónica Martín Grande, Jorge Lara i Daniel Olmos | 2 de juny de 2021       |
| Javier Calvo i Javier Ambrossi faran un repàs al costat d'Emilio Aragó, dels seus moments musicals més especials. La seva cançó d'amor, les cançons de la seva infància i adolescència, la música en les seves obres. |                    |               |                                                 |                         |
| 2 | «Raphael»          | Emilio Aragón | Mónica Martín Grande, Jorge Lara i Daniel Olmos | 9 de juny de 2021       |
| Emilio Aragón se centrarà en la transcendència i influència de Raphael, repassant l'inici de la seva carrera, els seus millors moments sobre l'escenari o els seus assoliments professionals en 60 anys de trajectòria. |                    |               |                                                 |                         |
| 3 | «Joaquín»          | Emilio Aragón | Mónica Martín Grande, Jorge Lara i Daniel Olmos | 16 de juny de 2021      |
| Emilio Aragón rebrà en el plató de B.S.O. al futbolista bètic Joaquín, que obrirà el seu cor, repassarà els millors moments de la seva carrera esportiva i parlarà d'aquestes cançons que li han marcat per a tota la vida. |                    |               |                                                 |                         |
| 4 | «Belén Rueda»      | Emilio Aragón | Mónica Martín Grande, Jorge Lara i Daniel Olmos | 23 de juny de 2021      |
| Emilio Aragón rebrà a la seva amiga i companya Belén Rueda. L'actriu repassarà la seva carrera i recordarà els viatges amb cotxe amb els seus pares, la seva passió pel ball, els seus primers viatges internacionals, la seva experiència televisiva i la seva reeixida incursió al cinema.                                              |                    |               |                                                 |                         |
| 5 | «Antonio Banderas» | Emilio Aragón | Mónica Martín Grande, Jorge Lara i Daniel Olmos | 15 de setembre de 2021  |
| L'actor i director, Antonio Banderas, repassarà la seva trajectòria personal i professional a través de les cançons de la seva vida. Recordarà tant els seus primers passos als EUA com el seu despertar artístic amb el teatre o el so d'aquell tren en el qual va deixar Màlaga, per a tornar sent qui volia ser, entre altres moments. |                    |               |                                                 |                         |
| 6 | «Alaska»           | Emilio Aragón | Mónica Martín Grande, Jorge Lara y Daniel Olmos | 22 de setembre de 2021  |
| Alaska farà un repàs de la seva vida, marcada inevitablement per la música. Coneixerem com era la seva infància a Mèxic, la seva arribada a Madrid, els passejos amb la seva mare per la Gran Via i aquest rastre madrileny que li va fer descobrir tantes de les coses que després serien la seva vida.                                  |                    |               |                                                 |                         |
| 7 | «Dani Rovira»      | Emilio Aragón | Mónica Martín Grande, Jorge Lara y Daniel Olmos | 29 de setembre de 2021  |
| Emilio parlarà amb Dani Rovira de la seva carrera, els seus començaments, l'èxit, la seva malaltia, la seva filosofia de vida i el seu compromís amb ajudar als altres i especialment als animals. |                    |               |                                                 |                         |
| 8 | «Lolita»           | Emilio Aragón | Mónica Martín Grande, Jorge Lara y Daniel Olmos | 6 d'octubre de 2021     |
| La cançó Mediterráneo de Serrat és la cançó favorita de Lolita, tindrà molt pes en el programa i ens delectarà amb ella cantant. Parlaran de la seva infància i el que és pertànyer a una saga familiar d'artistes. |                    |               |                                                 |                         |

## Música

### Primera Temporada
| Episodio | Intèrpret(s)                                          | Cançó(ns) |
| -------- | ----------------------------------------------------- | --- |
| 1        | Bely Basarte                                          | «Step by Step» (Annie Lennox)                                                                                      |
| 1        | Víctor Martín                                         | «La soledad» (Laura Pausini) // «Dreams» (The Cranberries) // «You Know I'm No Good» (Amy Winehouse & Mark Ronson) |
| 1        | Ana Guerra                                            | «Loba» (Shakira)                                                                                                   |
| 1        | The Parrots i Macarena García                         | «Fame» (David Bowie)                                                                                               |
| 1        | La Bien Querida i Teo Cardalda                        | «La llamada» (Leiva)                                                                                               |
| 2        | Miss Caffeina                                         | «Mrs. Robinson» (Simon & Garfunkel)                                                                                |
| 2        | Silvia Pérez Cruz                                     | «La llorona» (Chavela Vargas)                                                                                      |
| 2        | Natalia Lacunza                                       | «That's Life» (Frank Sinatra)                                                                                      |
| 2        | Ede y Josemi Carmona                                  | «Que nadie sepa mi sufrir» (María Dolores Pradera)                                                                 |
| 2        | Mikel Erentxun                                        | «Fever» (Peggy Lee)                                                                                                |
| 2        | Soleá y Farru                                         | «El tamborilero» (Raphael)                                                                                         |
| 3        | Zenet                                                 | «Corazón partío» (Alejandro Sanz)                                                                                  |
| 3        | Andrés Suárez y Marino Sáiz                           | «Patio de naranjo» (El Barrio)                                                                                     |
| 3        | María José Llergo i Josemi Carmona                    | «Nana del caballo grande» (Camarón de la Isla)                                                                     |
| 3        | Los Secretos                                          | «La quiero a morir» (Jarabe de Palo i Alejandro Sanz)                                                              |
| 3        | Rebeca Jímenez                                        | «Abrázame muy fuerte» (Juan Gabriel)                                                                               |
| 4        | Carlos Núñez i Xurxo Núñez                            | «Mar Adentro» (Alejandro Amenábar)                                                                                 |
| 4        | Bebe i Cristian de Moret                              | «Lucha de gigantes» (Antonio Vega)                                                                                 |
| 4        | Belén Ecija                                           | «Wind of Change» (Scorpions)                                                                                       |
| 4        | La Mari de Chambao, Carlos Núñez i Christian de Moret | «Lucía» (Joan Manuel Serrat)                                                                                       |
| 5        | Dani Martín                                           | «Mediterráneo» (Joan Manuel Serrat)                                                                                |
| 5        | Compañía de A Chorus Line del Teatro del Soho         | «What I Did For Love» (Marvin Hamisch)                                                                             |
| 5        | Coque Malla                                           | «The Long And Winding Road» (Paul McCartney i John Lennon)                                                         |
| 5        | Travis Birds i Sergio Renovell                        | «Cabriola» (Marisol)                                                                                               |
| 5        | Vanesa Martín                                         | «Hijo de la luna» (José María Cano)                                                                                |
| 5        | Sharon Corr                                           | «Holding Back the Years» (Simply Red)                                                                              |
| 6        | Sole Giménez                                          | «Si nos dejan» (José Alfredo Jiménez)                                                                              |
| 6        | Amaral                                                | «Heroes» (David Bowie)                                                                                             |
| 6        | David Summers                                         | «Take a walk on the wild side» (Lou Reed)                                                                          |
| 6        | Ariel Rot                                             | «DIVINA "Los bailes de Marte"» (Marc Bolan)                                                                        |
| 6        | Andrea Motis                                          | «Can't Smile Without You» (Geoff Morrow)                                                                           |
| 6        | Leonor Watling                                        | «Close to You» (Carpenters)                                                                                        |
| 7        | Violeta Narea                                         | «Eso que tú me das» (Pau Donés)                                                                                    |
| 7        | Conchita                                              | «Le Vent Nous Portera» (Noir Désir)                                                                                |
| 7        | Manolo García                                         | «Tu frialdad» (Triana)                                                                                             |
| 7        | Alba Molina y Fran Cortés                             | «Soy Afortunado» (Manuel Carrasco)                                                                                 |
| 7        | Elefantes                                             | «¿A dónde van?» (Silvio Rodríguez)                                                                                 |
| 8        | Israel Fernández                                      | «La leyenda del tiempo» (Camarón de la Isla i Federico García Lorca)                                               |
| 8        | Rozalén                                               | «La zarzamora» (Quintero, León y Quiroga. Lola Flores)                                                             |
| 8        | Alice Wonder                                          | «Mía» (Armando Manzanero)                                                                                          |
| 8        | Anni B Sweet i Alexandra Masangkay                    | «Time after time» (Cyndi Lauper)                                                                                   |
| 8        | María Peláe                                           | «Entre la hiedra» (Paco Ortega)                                                                                    |
| 8        | Fuel Fandango                                         | «Sweetest Taboo» (Sade i Martin Russell Ditcham)                                                                   |